# Cantón de Villebon-sur-Yvette
El cantón de Villebon-sur-Yvette era una división administrativa francesa, que estaba situada en el departamento de Essonne y la región de Isla de Francia.

## Composición
El cantón estaba formado por cinco comunas:
- Ballainvilliers
- Champlan
- Saulx-les-Chartreux
- Villebon-sur-Yvette
- Villejust

## Supresión del cantón de Villebon-sur-Yvette
En aplicación del Decreto nº 2014-230 de 24 de febrero de 2014, el cantón de Villebon-sur-Yvette fue suprimido el 22 de marzo de 2015 y sus 5 comunas pasaron a formar parte; tres del nuevo cantón de Longjumeau y dos del nuevo cantón de Les Ulis.